# Nora Lane
Nora Lane (12 de setembro de 1905 - 16 de outubro de 1948) foi uma atriz de cinema estadunidense que atuou em 82 filmes entre 1927 e 1944.

## Biografia
Atriz e modelo, nasceu em Jones Ridge, Illinois, filha de Louise (depois Louis) e Maria Schilling, uma família de imigrantes alemães, que posteriormente se mudou para Chester, onde seu pai se tornou gerente do City Hotel, e onde Lane começou seus estudos. Muitas fontes referem Chester como seu local de nascimento. Posteriormente foi para St. Louis, onde completou seus estudos e se tornou modelo. Mudaram-se novamente, agora para Davenport, Iowa, onde iniciou atuando no teatro em 1925. Era também nadadora, tendo participado de várias competições.
Ao visitar a Califórnia, foi-lhe oferecido um teste de cinema pelo roteirista Frances Marion. Trabalhou como extra durante vários meses, até que Fred Thomson a escolheu para uma pequena participação em um de seus filmes, Don Mike. Seu primeiro papel creditado foi Arizona Nights, em 1927, ao lado de Fred Thomson. Além de Thomson, com quem fez vários westerns, atuou ao lado de atores como Tom Tyler, Adolphe Menjou, William Boyd e Ken Maynard. Atuou em filmes como The Western Code (1932) e Don't Play Bridge with Your Wife (1933), e seriados como King of the Wild (1931) e Dick Tracy vs. Crime, Inc. (1941). A partir dos anos 1940, fez apenas pequenos papéis não-creditados em alguns filmes, tais como The Fighting Seabees (1944) e Lake Placid Serenade (1944), seu último filme.
Lane suicidou-se aos 31 anos com um tiro, em outubro de 1948, um mês após seu marido, Burdette Henney, ter morrido aos 46 anos de infarto agudo do miocárdio. Deixou um bilhete para os filhos, explicando não conseguir viver sem o marido. Foi sepultada ao lado de Burdette no Forest Lawn Memorial Park, em Glendale.

## Vida pessoal
Em 1941, Lane casou-se com Burdette Henney, um corretor de seguros de Los Angeles originário do Kansas, com quem ficou casada até a morte dele, em 1948.

## Filmografia parcial
- Jesse James (1927)
- Arizona Nights (1927)
- A Night of Mystery (1928)
- Sally (1929)
- Lucky Larkin (1930)
- Madam Satan (1930, não-creditada)
- King of the Wild (1931)
- The Cisco Kid (1931)
- The Western Code (1932)
- Don't Play Bridge with Your Wife (1933)
- George White's Scandals (1934)
- Western Frontier (1935)
- Borderland (1937)
- Texas Renegades (1940)
- Dick Tracy vs. Crime, Inc. (1941)
- Born to Sing (1942)
- The Masked Marvel (1943)
- The Fighting Seabees (1944)
- Atlantic City (1944)
- Lake Placid Serenade (1944)